# 3950 Yoshida
3950 Yoshida è un asteroide della fascia principale. Scoperto nel 1986, presenta un'orbita caratterizzata da un semiasse maggiore pari a 2,9951527 UA e da un'eccentricità di 0,0513075, inclinata di 8,92317° rispetto all'eclittica.
L'asteroide è dedicato al giapponese Tougo Yoshida (1864-1918), studioso di toponomastica.